# Circuito di Brands Hatch

Il circuito di Brands Hatch nella versione

Il circuito di Brands Hatch è un tracciato motoristico britannico che si trova nei pressi di West Kingsdown, nella contea inglese del Kent.
Il nome del circuito deriva da "de Brondehach", termine arcaico che significa "entrata per la foresta".
Fu sede di dodici edizioni del Gran Premio di Gran Bretagna di Formula 1 tra il 1964 e il 1986 e 14 edizioni del Gran Premio di Gran Bretagna di Campionato mondiale Superbike tra il 1995 e il 2008.
Il circuito automobilistico misurava 3 908 metri, e il record di velocità sul giro appartiene al pilota brasiliano Nelson Piquet, che nel 1986 con Williams FW11 fissò il limite a 1'06"961 (con una velocità media di 210,1 km/h).
Nel 2012 fu sede delle prove di ciclismo su strada dei XIV Giochi paralimpici estivi di Londra.

## Il tracciato
Brands Hatch è conosciuto come uno dei circuiti più tecnici della Gran Bretagna. Costruito in un anfiteatro naturale, il tracciato contiene molti cambi di pendenza e ondulazioni e permette agli spettatori una visuale eccellente di quasi tutta la pista. Questi fattori hanno permesso al circuito, anche grazie alla sua vicinanza con la capitale Londra, di essere inserito nel calendario della Formula 1 dal 1964 al 1986. Brands Hatch ha scritto alcuni momenti storici di questa specialità motoristica come l'incredibile duello tra Jo Siffert e Chris Amon nel 1968 e la prima vittoria del futuro campione del mondo Nigel Mansell nel 1985.
La corsa inizia alla Brabham Straight, un finto rettilineo in pendenza dove è situata la zona paddock e i box. La curva seguente è la Paddock Hill Bend, una curva a destra in notevole pendenza, unica in tutto il mondo delle corse. Successivamente si affronta il rettifilo della Hailwood Hill per entrare poi nel tornante a destra Druids Bend. Si scende poi nuovamente in pendenza alla curva Graham Hill Bend per poi curvare a sinistra nella leggera Cooper Straight, che corre parallela ai box. Il circuito Indy prosegue affrontando parte della curva a sinistra Surtees per poi curvare a destra prima nella salita McLaren e poi in discesa nella Clark Curve che riconduce al traguardo. Il circuito GP affronta invece interamente la salita della curva Surtees per poi affrontare il Pilgrim's Drop e la discesona Hawthorn Hill.
Il tracciato cambia nuovamente pendenza affrontando la curva in salita a destra Hawthorn Bend e il rettilineo Derek Minter Straight, per poi rientrare a destra nella Westfield Bend e nella successiva piega a destra Dingle Dell (che durante gli anni novanta era una variante destra-sinistra-destra) arrivando poi al curvone a destra denominato Sheene Curve. Si entra così nel tratto finale del circuito che presenta una curva secca a sinistra, la Stirling Bend, un rettilineo, il Clearways, che immette il circuito GP in quello Indy affrontando la finale Clark Curve, proiettando i piloti sul traguardo.

## Storia

### Le origini
Il circuito era originariamente un campo di addestramento militare, poi trasformato da un gruppo di ciclisti, capitanato da Ron Argent, in un circuito in terra battuta adatto per gli allenamenti. La prima gara avvenne nel 1928, una 4 miglia ciclistica. Pochi anni dopo i motociclisti incominciarono ad usare il tracciato prima che lo stesso venisse usato come parcheggio di mezzi militari durante la Seconda guerra mondiale.

### Miglioramenti
La Brands Hatch Stadium Limited si formò nel 1947 e ristrutturò interamente il circuito creando una pista di pianta ovale adatta alle gare automobilistiche. Nel 1951 fu corsa la prima gara della Formula 3 e nel 1953 la Universal Motor Racing Club si stabilì sul circuito e vi fondò una scuola corse. Il tracciato fu ingrandito nel 1954 con la creazione della Druids Bend, ottenendo una lunghezza complessiva di 1,24 miglia. Inoltre furono costruiti i box e le tribune per gli spettatori. Molti circuiti furono chiusi dopo l'incidente avvenuto alla 24 Ore di Le Mans nel 1955, ma Brands Hatch riuscì a proseguire e organizzò la sua prima gara di Formula 2 nel 1956.

### Formula 1
Il circuito GP fu costruito nel 1959 e ospitò il suo primo gran premio Formula 1 nell'agosto del 1960, vinto da Jack Brabham. Presto il circuito fu venduto alla Grovewood Securities e John Webb lo diede in controllo alla Motor Racing Developments. La nuova gestione ottenne ottime negoziazioni con la RAC per portare il "British Grand Prix" in alternanza tra il Circuito di Silverstone e Brands Hatch. L'11 luglio 1964 Brands Hatch ospitò il primo gran premio ufficiale del mondiale Formula 1, vinto da Jim Clark. Ogni 2 anni il circuito continuò ad ospitare i gran premi, ciò nonostante gli incidenti mortali alla Paddock Hill Bend di George Crossman, Tony Flory e Stuart Duncan, oltre al serio infortunio di altri 2 piloti negli anni 1965 e 1966.
Dopo la morte di Jo Siffert nell'ottobre 1971 il circuito fu dotato di maggiori impianti di sicurezza e poté così continuare ad ospitare gare di Formula 1 oltre che competizioni delle serie Formula Ford e IndyCar. L'ultimo Gran Premio di F1 corso a Brands Hatch risale al 1986 e fu vinto da Nigel Mansell, in una gara caratterizzata da un maxi-incidente al via che causò la fine della carriera del pilota francese Jacques Laffite.

### Anni recenti
Nel 1986 John Foulston comprò i circuiti di Brands Hatch, di Oulton Park e di Snetterton, oltre che quello di Cadwell Park l'anno seguente, dalla Grovewood Securities. La nuova compagnia fece sì che il circuito di Brands Hatch ospitasse due nuovi campionati, quello della Formula 3000 e della Superbike. Nel 1988 fu modificato il tracciato: la curva Westfield Bend diventò più stretta e meno veloce, la curva Dingle Dell diventò una chicane destra sinistra destra; inoltre furono costruiti nuovi box. Proprio in quell'anno ci fu un pauroso incidente nella gara di Formula 3000 che coinvolse una decina di piloti, tra cui anche l'inglese Johnny Herbert (futuro pilota di Formula 1 negli anni successivi), che riportò ferite gravissime alle gambe che quasi gli costarono la carriera.
Tutti questi incidenti dimostravano come il tracciato, malgrado le modifiche subite negli anni, restava comunque molto pericoloso, con spazi di fuga in certi punti del tutto inadeguati.
Nel 1999 Nicola Foulston annunciò che a Brands Hatch sarebbe tornata la F1 ma vendette la compagnia alla Octagon Motorsports che perse l'occasione datagli da Foulston. Il circuito fu ancora venduto nel 2004 alla Motorsport Vision finanziata dall'ex pilota di F1 Jonathan Palmer.
Nel 2003 la Champ Car gareggiò a Brands Hatch e la gara fu vinta da Sébastien Bourdais.

### Eventi attuali
Il circuito di Brands Hatch ha ospitato i campionati mondiali Superbike e Supersport fino al 2008 (edizione in cui tra l'altro morì Craig Jones), il neonato campionato A1 Grand Prix, il FIA WTCC (World Touring Car Championship) e il campionato tedesco turismo Deutsche Tourenwagen Masters (DTM), oltre a varie competizioni europee e britanniche.
Il 3 agosto 2008, proprio durante gara 1 del campionato mondiale Supersport, perde la vita il giovane pilota inglese Craig Jones, 23 anni appena. Durante il sedicesimo dei venticinque giri previsti dalla gara, quando transitava sul rettilineo del traguardo, ha perso il controllo della moto, finendo disarcionato. Nella caduta è stato colpito prima dalla sua moto, poi dalla ruota anteriore della moto di Andrew Pitt, che, al momento della caduta, era subito dietro di lui. Trasportato in un ospedale di Londra, è morto nella notte, a causa delle gravi ferite.
Questo incidente ha portato di nuovo l'attenzione sui pericoli che ancora riserva il circuito anche se, ad onor del vero, questa volta la tragedia non è imputabile alla pur appurata pericolosità del tracciato.
Lo stesso dibattito si è riacceso dopo la morte di Henry Surtees, avvenuta durante la seconda gara della Formula 2. Surtees viene colpito alla testa da una ruota della macchina di Jack Clarke che si era staccata dopo che la vettura si era scontrata con un muro. La ruota colpisce il casco di Surtees. L'auto, con il suo conducente ormai inconscio, continua dritta contro una barriera alla curva Sheene. Surtees viene estratto dalla macchina e portato al centro medico del circuito, dove è stato stabilizzato prima di essere trasferito al Royal London Hospital. La sua morte è stata attribuita a gravi ferite alla testa, inflitte dalla collisione con la ruota, piuttosto che il seguente scontro con le barriere. La sua morte verrà annunciata in serata.

## Mappe del circuito

Il tracciato Indy 1.929 metri